# Mary Harvey
Mary Harvey (Palo Alto, 4 de junho de 1965), é uma ex-futebolista e executiva esportiva estadunidense. 
Atuou como goleira e foi a titular da Seleção Estadunidense de Futebol Feminino na conquista da primeira edição da Copa do Mundo Feminina da FIFA de 1991. Também integrou a equipe que conquistou a medalha de ouro nos Jogos Olímpicos de Verão de 1996, em Atlanta. Harvey se aposentou do futebol internacional em 1996, após os Jogos Olímpicos de Atlanta. Após deixar os gramados, passou a atuar como dirigente esportiva e trabalhou em diversas organizações ligadas ao futebol e ao esporte em geral.